# Ratusz w Strzegomiu

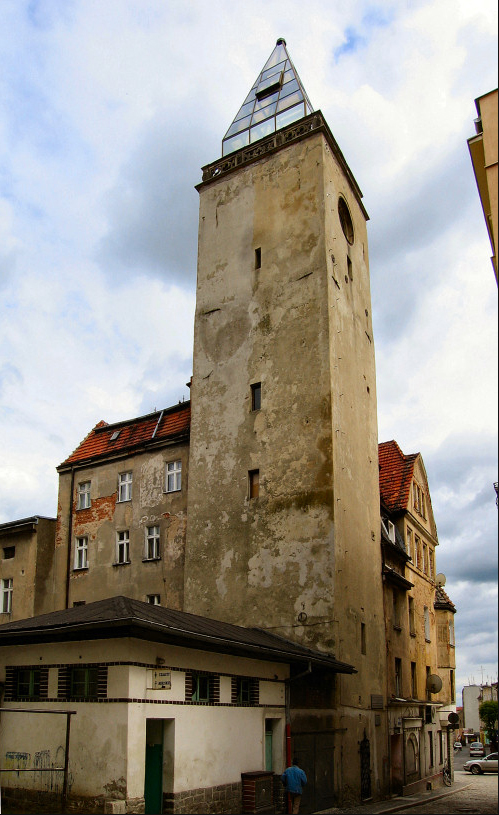
Wieża Targowa - pozostałość dawnego ratusza

Ratusz w Strzegomiu – pierwsza siedziba władz miasta została wzniesiona w latach 1859-1860, przy wykorzystaniu Wieży Targowej, pochodzącej z poprzedniego ratusza. W roku 1940 władze miasta przeniesiono do domu z XIX wieku, położonego w tym samym bloku zabudowy śródrynkowej.

## Historia
Pierwszy ratusz w Strzegomiu istniał już w XIV wieku. W czasie wojny trzydziestoletniej budynek został zniszczony, później odbudowano go. W latach 1828–1829 ratusz rozebrano, pozostawiając jedynie Wieżę Targową. W latach 1859–1860 wokół wieży, w miejscu rozebranego ratusza wzniesiono kamienice śródrynkowe według projektu Karla Lüdecke. W latach 1993–1996 przeprowadzono remont budynku, a w roku 1998 wieża została nakryta współczesnym hełmem ze stali i szkła.
W roku 1940 władze miejskie przeniesiono do nowej siedziby, również położonej w Rynku.
Decyzją wojewódzkiego konserwatora zabytków z dnia 8 września 1961 roku wieża dawnego ratusza została wpisana do rejestru zabytków.

## Architektura

### Wieża Targowa
Konkretna data budowy Wieży Targowej nie zachowała się w dokumentach, kronikach czy przekazach historycznych, ale możemy przyjąć, że wieżę wybudowano w drugiej połowie XIV w. Pierwszy zapis, który został odnotowany w starej Księdze Miejskiej, znalazł się w roku 1433 i opisywał remont Wieży Targowej:
„W tym roku, My rajcy kazaliśmy pokryć blachą ołowianą Wieżę Targową - do tego zużyto 117 cetnarów, a każdy cetnar kosztował 3 kopy halerzy a jako wynagrodzenie za każdy cetnar 15 groszy. Dlatego też pokrycie wieży kosztowało więcej niż 100 kop”.
W XVI w. Strzegom przeżywał swój rzadki czas rozkwitu. Miasto było na tyle bogate, że postanowiono rozbudować Wieżę Targową. W 1533 r. (tablica z piaskowca z tą datą zachowała się do dziś i znajduje się wewnątrz na I piętrze wieży wpojona w ścianę) przebudowano ją i uzyskała wysokość (26,2 m.) od poziomu gruntu do posadzki tarasu widokowego. Wtedy również postawiono renesansowy hełm wieży o konstrukcji drewnianej pokrytej blachą miedzianą lub cynową. Całe zwieńczenie było pomalowane. W opisie remontu z roku 1828 podano, ze hełm pomalowano na zielono a kulę na zwieńczeniu na złoto. Najprawdopodobniej takie kolory były również wcześniej. Kształt zadaszenia, możliwe, że taki sam lub z niewielkimi zmianami (widoczny na rys. Wernera) przetrwał do 1945 r.
Ze średniowiecznego ratusza zachowała się Wieża Targowa murowana z kamienia, o sklepionym parterze, zwieńczona kamienną balustradą - częściowo gotycką, częściowo barokową. Na elewacji widnieje kartusz z herbem miasta z datą 1618, oraz tablica z datą 1533 upamiętniająca kolejną przebudowę. Sam budynek ratuszowy, gruntownie przebudowany w latach 1859-1860, prawie zupełnie zatracił charakter zabytkowy. Najcenniejszym jest zachowany portal z łacińską inskrypcją i datą 1541.
Nowy ratusz to okazały budynek czterokondygnacyjny nakryty łamanym dachem naczółkowym z lukarnami. Na środku fasady jest jednoosiowy ryzalit, którego przedłużeniem jest ośmioboczna wieżyczka zegarowa, nakryta ostrosłupowym hełmem z prześwitem i iglicą.
Oba ratusze - dawny i obecny - położone są w bloku zabudowy śródrynkowej, odnowionym po zniszczeniach II wojny światowej.